# کوایت دل (ویرجینیای غربی)
کوایت دل (به انگلیسی: Quiet Dell) یک منطقهٔ مسکونی در ایالات متحده آمریکا است که در شهرستان هریسون، ویرجینیای غربی واقع شده‌است. کوایت دل ۳۲۱٫۸۷ متر بالاتر از سطح دریا واقع شده‌است.